# Neoperla oculata
Neoperla oculata és una espècie d'insecte plecòpter pertanyent a la família dels pèrlids.

## Descripció
- Els adults presenten un color general d'ocraci a marronós, mida petita, ulls grossos, ocels també grossos i junts i una llargària alar de 10-12 mm.
- La femella no ha estat encara descrita.
- Els espècimens recollits a la muntanya Montalbán són una mica més petits i tenen un pronot més ample i una distància més llarga entre els ocels.[5]

## Hàbitat
En el seu estadi immadur és aquàtic i viu a l'aigua dolça, mentre que com a adult és terrestre i volador.

## Distribució geogràfica
Es troba a Malèsia: l'illa de Mindanao (les illes Filipines).